# Lygodactylus chobiensis
Lygodactylus chobiensis är en ödleart som beskrevs av  Vivian William Maynard Fitzsimons 1932. Lygodactylus chobiensis ingår i släktet Lygodactylus och familjen geckoödlor. IUCN kategoriserar arten globalt som livskraftig. Inga underarter finns listade i Catalogue of Life.